# Шипинці (авіабаза)
Авіабаза Шипинці — колишня авіабаза, розташована поблизу села Шипинці, Кіцманського району, Чернівецької області.

## Опис
На авіабазі базувалася 96-та окрема змішана авіаційна ескадрилья на Мі-2, Мі-9.
В 1995 році постановою Кабінету Міністрів України військові містечка № 1 і 3 були передані до власності області.
Від авіабази майже нічого не залишилося. Аеродром певний час використовувався технічно-спортивним клубом «Крила Буковини».
В 2010 році після вильоту з аеродрому на саморобному літаку розбився пілот.
В 2018 і 2019 роках на аеродромі проводилися навчання десантників зі стрибками з парашутом.